# はぎやまさかげ
はぎやまさかげ（1977年2月1日 - ）は、アダルトゲームの原画家・イラストレーター。

## 人物・略歴
デビュー前は同人サークル「Fountain's Square」で主に『To Heart』などLeaf作品を題材に同人活動を行っていたことから、Leafに入社して大阪開発部に所属。デビュー作『まじかる☆アンティーク』で原画を担当した後はLeafを退社し、2005年にアリスソフトへ入社。「月餅（げっぺい）」名義で活動しながら2010年1月には上京し、アリスソフト東京支社所属となった。その後、2014年9月にアリスソフトを退社してフリーランスとなり、ペンネームを「はぎやまさかげ」に戻した。
ペンネームの由来については、「はぎやまさかげ」は大阪にある美容外科医院「萩家整形」（萩谷政影→ひらがな表記に）から、「月餅」は大好物の1つである月餅から。

## 作品リスト

### ゲーム原画
Leaf
- まじかる☆アンティーク

aias
- STAIRS 〜夏のちょっと前〜

アリスソフト
- GALZOOアイランド
- お嬢様をいいなりにするゲーム
- ばにしゅ! 〜おっぱいの消えた王国〜
- 大帝国
- しゃーまんずさんくちゅあり 巫女の聖域
- イブニクル

### 小説・挿絵
- パラサイトムーンシリーズ（著：渡瀬草一郎）
- 異世界混浴物語（箸：日々花長春）

### その他
- とある科学の超電磁砲5巻特装版付録『偽典・超電磁砲』寄稿（2010年6月）